# Listrocerum asperipenne
Listrocerum asperipenne är en skalbaggsart som först beskrevs av Stefan von Breuning 1957.  Listrocerum asperipenne ingår i släktet Listrocerum och familjen långhorningar. Inga underarter finns listade i Catalogue of Life.